# Sarah Siddons
Sarah Siddons (5 iulie 1755 – 8 iunie 1831) a fost o actriță britanică, cea mai cunoscută tragediană a secolului XVIII. Ea a fost sora mai în vârstă a lui John Philip Kemble, Charles Kemble, Stephen Kemble, Ann Hatton și Elizabeth Whitlock. Ea a fost faimoasă pentru reprezentarea personajului shakespearean Lady Macbeth, personaj pe care l-a modelat, dându-i o notă originală.

### Tinerețe
S-a născut Sarah Kemble în Brecon, Brecknockshire, Țara Galilor, cea mai în vârstă fiică a lui Roger Kemble, un actor -director de teatru ambulant, a cărui companie de teatru, „Warwickshire Company of Comedians”, cuprindea marea majoritate a membrilor familiei lui, precum și pe Sarah "Sally" Ward”. 
Actoria abia pe atunci începuse să devină o profesie respectabilă pentru o femeie și inițial, părinții ei nu au fost de acord cu alegerea acestei profesii.